# Denaturace

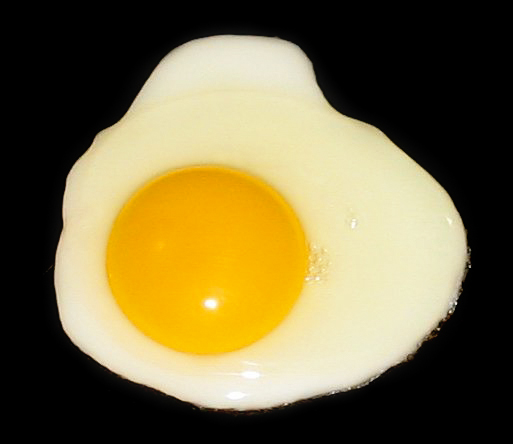
Usmažené vejce je příkladem směsi víceméně denaturovaných bílkovin. V tomto případě došlo k denaturaci účinkem tepla, proteiny v bílku se „srazily“ do bílé tuhé hmoty

Denaturace je v biochemii vratný nebo nevratný proces, při němž účinkem jistých fyzikálních či chemických změn dochází k změnám prostorové struktury některých biomolekul z původního přirozeného (nativního) stavu. Denaturovat mohou bílkoviny, ale i dvouvláknové nukleové kyseliny (zejména DNA), přičemž oba tyto procesy se fundamentálně liší. Denaturace bílkovin je provázena ztrátou jejich prostorové sekundární struktury, přičemž často dochází ke ztrátě rozpustnosti (srážení). U dvouvláknové DNA se denaturace projevuje jako oddělení komplementárních vláken v dvoušroubovici.
Pokud je proces denaturace vratný (reverzibilní), může dojít k renaturaci.

## Denaturace bílkovin

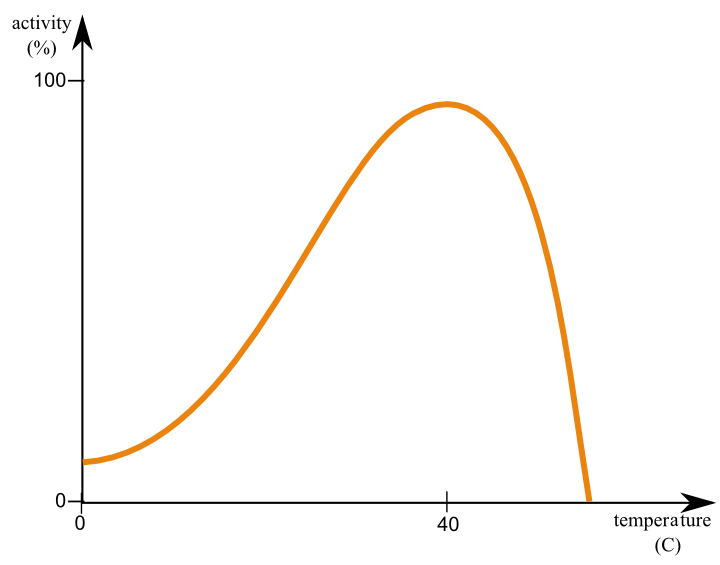
Křivka závislosti enzymatické aktivity na teplotě. Enzymy jsou převážně bílkovinné povahy a proto citlivě reagují na zvýšenou teplotu, teplota sice do jistého bodu urychluje průběh reakcí, ale za teplotním optimem nastává prudký pokles způsobený denaturací

Při denaturaci proteinů dochází k rozpadu jejich nativní prostorové struktury a vzniká neuspořádané polypeptidové klubko. Denaturaci bílkovin může vyvolat např. vysoká teplota - tzv. střední teplota tání (TM) proteinů se obvykle pohybuje pod 100 °C, výjimkou jsou bílkoviny některých termofilních či hypertermofilních organismů. Denaturační účinek má na bílkoviny dále i vysoké či nízké pH (změnou náboje proteinu), přítomnost detergentů (interakcí s nepolárními zbytky) nebo některých dalších chemikálií, jako jsou některé alifatické alkoholy. Konečně mohou denaturaci způsobit i koncentrované roztoky některých solí, tento sklon mají chaotropní ionty – jodidy, chloristany, thiokyanatany ale i některé kationty kovů alkalických zemin atp.

## Denaturace nukleových kyselin

Vzestup absorbance jako měřítko denaturačního procesu nukleových kyselin (viz text)

Také dvouvláknové nukleové kyseliny, jako je DNA, ale i celá řada dvouvláknových RNA, mohou podléhat za určitých podmínek denaturaci. Při tom dochází k oddělení obou vláken od sebe a tedy ztrátě jejich typické nativní dvoušroubovicové struktury – vznikají jednovláknová náhodná klubka. Denaturaci DNA obvykle vyvolává zvýšení teploty.
Denaturace DNA se dá experimentálně pozorovat jako hyperchromní efekt, tedy vzrůst ultrafialové absorpce roztoku DNA v širokém rozsahu vlnových délek. Právě pomocí této vlastnosti lze velmi snadno vynášet denaturační křivky různých vzorků DNA a navzájem je z různých hledisek porovnávat. Stabilita DNA totiž závisí na celé řadě faktorů, jako jsou například vlastnosti rozpouštědla, iontová síla roztoku či obsah GC párů v DNA.